# Stanislav Sokolov
Stanislav Mikhaïlovitch Sokolov (russe : Станислав Михайлович Соколов), né le 18 mai 1947 à Moscou, est un réalisateur d'animation soviétique puis russe.
Il est un artiste honoré de la fédération de Russie (ru) (1995) ainsi qu'un membre de l'Association internationale du film d'animation (ASIFA).

## Filmographie
- 1980 - Le Soldat et le jardin (Солдат и сад) [animation, 10 min]
- 1993 - Conte d'hiver (Зимняя сказка) [animation, 26 min]
- 2000 - Il était une fois Jésus (Чудотворец) [fiction TV, 90 min]
- 2007 - Gofmaniada. Première partie. Veronika (Гофманиада. Часть первая. Вероника) [animation, 20 min]
- 2018 - Hoffmaniade (ru) (Гофманиада) [animation, 72 min], d'après Ernst Theodor Amadeus Hoffmann